# Camp de Fenós
El Camp de Fenós, és una partida del terme municipal de Conca de Dalt, al Pallars Jussà, a l'antic terme de Toralla i Serradell, en el territori del poble d'Erinyà.
Està situada al nord d'Erinyà, a l'extrem oriental del Serrat del Ban, sota i a l'est de l'ermita de Sant Isidre. És al sud-est de l'Obaga de Sant Isidre, al nord-oest de la Socarrada.